# Vladimir Sergeyevich Solovyov
Vladimir Sergeyevich Solovyov (16 tháng 1 năm 1853 – 31 tháng 7 năm 1900) là một nhà triết học, nhà văn, nhà thơ Người Nga. Solovyov là người đóng vai trò quan trọng trong sự phát triển của triết học Nga nửa cuối thế kỉ 19, nửa đầu thế kỉ 20, có ảnh hưởng lớn đến nhiều nhà triết học, nhà thơ Nga.

## Tiểu sử
Vladimir Solovyov sinh ở Moskva. Bố là nhà sử học nổi tiếng, giáo sư Đại học Moskva, mẹ là người gốc Ukraina. Ông học khoa toán-lý, sau đó học khoa sử-ngôn ngữ ở Đại học Moskva. Năm 1874 ông nhận bằng thạc sĩ, năm 1880 – bằng tiến sĩ. Từ năm 1875 đến 1881 ông dạy triết học ở Sankt-Peterburg và Moskva. Vladimir Solovyov đi nước ngoài nhiều lần, ông từng sống ở London, Paris, Nice, Ai Cập. Trở về Nga, ông sống ở hai thành phố: Moskva và Sankt-Peterburg. Ngoài những tác phẩm triết học có giá trị ông còn để lại cho đời một số tập thơ. Ông mất ở trang trại Uzkoye, ngoại ô Moskva năm 47 tuổi.

## Tác phẩm
- Духовные основы жизни (Cơ sở tâm linh của cuộc sống, 1882-1884)
- Россия и вселенская церковь (Nước Nga và Giáo hội hoàn vũ. Paris, 1889)
- Национальный вопрос в России (Vấn đề dân tộc ở Nga, 1891), nghiên cứu
- Китай и Европа (Trung Hoa và châu Âu, 1890), nghiên cứu
- Из философии истории (Lịch sử triết học, 1891)
- Смысл любви (Ý nghĩa tình yêu, 1892-1894), triết học
- Белая лилия (Hoa huệ trắng, 1893), thơ
- Три разговора (Ba câu chuyện, 1899-1900), đối thoại triết học
- Стихотворения (Thơ, 1891-1900 xuất bản 3 lần)

## Một vài bài thơ
| Милый друг, не верю я нисколько Ни словам твоим, ни чувствам, ни глазам, И себе не верю, верю только В высоте сияющим звездам. Эти звезды мне стезею млечной Насылают верные мечты, И растят в пустыне бесконечной Для меня нездешние цветы. И меж тех цветов, в том вечном лете, Серебром лазурным облита, Как прекрасна ты, и в звездном свете Как любовь свободна и чиста! Во-первых, объявлю вам, друг прелестный Во-первых, объявлю вам, друг прелестный, Что вот теперь уж более ста лет, Как людям образованным известно, Что времени с пространством вовсе нет; Что это только призрак субъективный, Иль, попросту сказать, один обман. Сего не знать есть реализм наивный, Приличный ныне лишь для обезьян. А если так, то, значит, и разлука, Как временно-пространственный мираж, Равна нулю, а с ней тоска и скука, И прочему всему оценка та ж... Сказать по правде: от начала века Среди толпы бессмысленной земной Нашлись всего два умных человека — Философ Кант да прадедушка Ной. Тот доказал методой априорной, Что, собственно, на все нам наплевать, А этот — эмпирически бесспорно: Напился пьян и завалился спать. | Anh chẳng tin chút nào, em yêu ạ Chẳng ánh mắt, tình cảm, chẳng lời em Và anh cũng không tin mình, mà chỉ Tin những ngôi sao sáng giữa trời đêm. Những ngôi sao, dải Ngân hà trải rộng Gửi cho anh những giấc mộng chân thành Ươm cho anh trên đồng hoang vô tận Những bông hoa không có ở miền anh. Giữa hoa này, trong mùa hè muôn thuở Được tưới đầy màu ánh bạc thanh thiên Và trong ánh sao trời em tuyệt quá Như tình tự do, thanh sạch, trinh nguyên! Tôi nói rõ cho anh, người bạn đáng yêu Rằng bây giờ đã trăm năm có lẻ Như những người có học, biết một điều Thời gian với không gian không hề có. Rằng đấy chỉ là ảo ảnh chủ quan Hoặc, đơn giản là dối gian, mộng mị Điều không biết là hiện thực hồn nhiên Vẻ đàng hoàng nay chỉ dành cho khỉ. Và nếu vậy, nghĩa là sự phân kỳ Như thời gian và không gian ảo ảnh Bằng số không, buồn chán với chia ly Và tất cả như trên kia nhận định… Nói theo sự thật: từ thời thượng cổ Giữa đám đông vô nghĩa của cuộc đời Gọi là thông minh chỉ có hai người Nhà triết học Kant và ông Nô-ê bành tổ. Một người chứng minh bằng cách suy diễn Rằng thật lòng, ta tất cả không cần Còn người kia, tất nhiên, bằng kinh nghiệm Uống rượu say rồi buồn ngủ nằm lăn. Bản dịch của Nguyễn Viết Thắng. |